# Мельо, Альваро
Сильве́йра А́льваро Алеха́ндро Ме́льо (исп. Silveira Álvaro Alejandro Mello; род. 13 мая 1979[…], Монтевидео) — уругвайский футболист, нападающий.

## Биография
С детства мечтал стать профессиональным футболистом. Мельо вырос в небогатой семье, он часто прогуливал уроки в гимназии для того, чтобы играть в футбол.
Первый профессиональный контракт подписал с командой «Насьональ» в 1998 году, клуб был одним из лидеров Примеры. После играл за «Ривер Плейт» из Монтевидео. В 2004 году выступал за китайский «Шанхай Шэньхуа». Вскоре перешёл «Такуарембо», где надолго не задержался забив в 8 матчах 6 голов. После выступал за аргентинский «Олимпо» из города Баия-Бланка. Позже играл за «Рентистас» и «Ривер Плейт» в Уругвае и «Букараманга» в Колумбии.
В июле 2007 года перешёл в одесский «Черноморец». В Высшей лиги Украины дебютировал 5 августа 2007 года в матче против ахтырского «Нефтяник-Укрнефть» (0:1), Мельо вышел на 84 минуте вместо Олега Венглинского. После того как Виталий Шевченко покинул тренерский мостик, Альваро перестал попадать в основной состав. В одном из матче чемпионата Украины против львовских «Карпат», болельщики «Черноморца» развернули на трибунах стадиона баннер в поддержку Мельо. После того как его контракт с «Черноморцем» закончился в начале 2010 года, подписывать новое соглашение руководство клуба не стало и Мельо вернулся на родину в клуб «Серро».

## Личная жизнь
Женат, вместе воспитывают детей. Любимое блюдо Мельо — пицца. Среди музыки предпочитает слушать латиноамериканскую музыку и любит смотреть фильмы в жанре боевик. Кроме футбола Мельо любит теннис. Одним из его футбольных кумиров был Энцо Франческоли.